# マツダ・ユーノスカーゴワゴン
ユーノスカーゴワゴン (EUNOS CARGO WAGON)は、マツダが展開していた販売店ブランドユーノスで、1990年から1993年にかけて販売された、Cセグメントに属するキャブオーバー型ワンボックスである。

## 概要
1990年2月から販売が開始された。ユーノスカーゴワゴンは、当時マツダが推し進めていた販売店舗網の多チャンネル化に伴い、すでに1983年9月に販売されていたボンゴワゴンをベースに、ボディサイドのストライプといった主要パーツの一部意匠変更を施したバッジエンジニアリングモデルで、同社が展開していた販売店ブランドユーノスのファミリーユース向けモデルとして位置づけられていた（ワゴンのほかボンゴの商用車仕様にあたる「ユーノスカーゴバン」「ユーノスカーゴトラック」も存在した）。
主要パーツの一部意匠変更のほか、ボンゴワゴンには設定されない「ブリリアントブラック/シルエットシルバーマイカ」の2トーンカラーがユーノスカーゴワゴン専用色としてボディカラーに設けられるなど、両車との差別化は図られたものの販売は思うように振るわず、結果として苦戦を強いられることとなった。
（バンとトラックも含め）ユーノスカーゴの販売は1993年7月をもって打ち切られ、翌月にマイナーチェンジを実施するボンゴワゴンに統合されることとなった。なお、同車の販売が打ち切られた後も、ボンゴワゴンは引き続き1999年まで販売されている。

## ラインナップ
| グレード名称                              | 生産年度            | 車両型式 | 排気量      | 新車価格  |
| ----------------------------------------- | ------------------- | -------- | ----------- | --------- |
| 2.0 (5MT)                                 | 1990年2月-1993年7月 | E-SSE8WE | FE型 1.998L | 172.0万円 |
| 2.0 (4AT)                                 | 1990年2月-1993年7月 | E-SSE8WE | FE型 1.998L | 179.3万円 |
| 2.0 サンルーフ (5MT)                      | 1990年2月-1993年7月 | E-SSE8WE | FE型 1.998L | 179.7万円 |
| 2.0 サンルーフ (4AT)                      | 1990年2月-1993年7月 | E-SSE8WE | FE型 1.998L | 187.0万円 |
| 2.0 ディーゼルターボ (5MT)                | 1990年2月-1993年7月 | Q-SSF8WE | RF型 1.998L | 181.5万円 |
| 2.0 ディーゼルターボ (4AT)                | 1990年2月-1993年7月 | Q-SSF8WE | RF型 1.998L | 188.8万円 |
| 2.0 サンルーフ ディーゼルターボ (5MT)     | 1990年2月-1993年7月 | Q-SSF8WE | RF型 1.998L | 189.2万円 |
| 2.0 サンルーフ ディーゼルターボ (4AT)     | 1990年2月-1993年7月 | Q-SSF8WE | RF型 1.998L | 196.5万円 |
| 2.0 ディーゼルターボ 4WD (5MT)            | 1990年2月-1993年7月 | Q-SSF8RE | RF型 1.998L | 208.9万円 |
| 2.0 サンルーフ ディーゼルターボ 4WD (5MT) | 1990年2月-1993年7月 | Q-SSF8RE | RF型 1.998L | 216.6万円 |
| 2.0 X (5MT)                               | 1993年2月-1993年7月 | Q-SSF8RE | RF型 1.998L | 188.0万円 |
| 2.0 X (4AT)                               | 1993年2月-1993年7月 | Q-SSF8RE | RF型 1.998L | 196.1万円 |
| 2.0 RV-X (5MT)                            | 1993年2月-1993年7月 | Q-SSF8RE | RF型 1.998L | 207.8万円 |
| 2.0 RV-X (4AT)                            | 1993年2月-1993年7月 | Q-SSF8RE | RF型 1.998L | 216.9万円 |